# پگاسوس اژیا
پگاسوس اژیا (به انگلیسی: Pegasus Asia) یک شرکت هواپیمایی با کد یاتا ZM است که در تاریخ ۲۰۰۶ میلادی تأسیس شده است.
دفتر مرکزی پگاسوس اژیا در بیشکک، قرقیزستان واقع شده‌است و قطب این شرکت هواپیمایی در فرودگاه بین‌المللی مناس قرار دارد و به ۷ مقصد، پرواز مستقیم انجام می‌دهد.

## مقصدهای پروازی
مقصدهای پروازی پگاسوس اژیا به شرح زیر است (ژوئیه ۲۰۱۵ میلادی):

### آسیا
چین
- اورومچی - فرودگاه بین‌المللی اورومچی دیووپو

 هند
- دهلی - فرودگاه بین‌المللی ایندیرا گاندی

 قرقیزستان
- بیشکک - فرودگاه بین‌المللی مناس قطب
- اوش - فرودگاه اوش

 روسیه
- چلیابینسک - فرودگاه چلیابینسک
- کراسنویارسک - فرودگاه یملیانو فصلی
- نووسیبیرسک - فرودگاه تولمچوا
- پرم - فرودگاه بولشویه ساوینو فصلی
- یکاترینبورگ - فرودگاه کولتسوو

### اروپا
ترکیه
- استانبول - فرودگاه بین‌المللی صبیحه گوکچن

 روسیه
- مسکو - فرودگاه بین‌المللی دوموده‌دوو

## ناوگان هوایی
ناوگان هوایی پگاسوس اژیا به شرح زیر است (تا تاریخ ۲ ژوئن ۲۰۱۴):